# Karolina Żurkowska
Karolina Lidia Żurkowska (ur. 28 marca 1980 w Ostrowie Wielkopolskim) – polska koszykarka występująca na pozycjach rozgrywającej lub rzucającej.
W latach 2007-2013 miała przerwę od koszykówki, między innymi z powodu kontuzji.

## Osiągnięcia
Stan na 20 września 2017, na podstawie, o ile nie zaznaczono inaczej.
Drużynowe
- Uczestniczka rozgrywek Eurocup (2002/03)

Reprezentacja
- Uczestniczka mistrzostw Europy:
  - U–20 (2000 – 9. miejsce)
  - U–18 (1998 – 6. miejsce)
  - U–16 (1995 – 11. miejsce)